# 投票済証明書

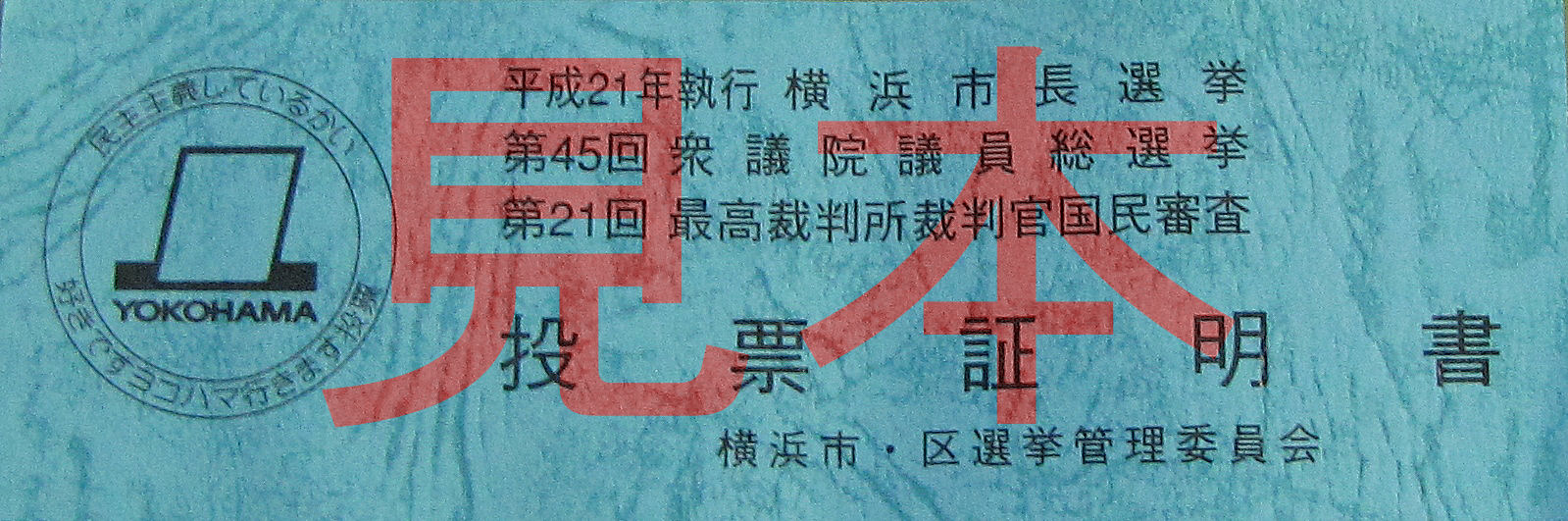
投票証明書
（横浜市選挙管理委員会発行見本）

投票済証明書（とうひょうずみしょうめいしょ）とは、各種選挙の投票後にその証明として選挙管理委員会から交付される証明書である。日本の一部地域で見られる。

## 概説
投票済証明書は投票の証として発行されるものではあるが、法的根拠はなく、投票済証明書の発行は各市区町村選挙管理委員会の判断に委ねられている。
そのため表記は自治体によって揺れが見られ、投票証明書（とうひょうしょうめいしょ）・投票済証（とうひょうずみしょう）などの名称などが使われる場合もある。また決まった形式も定められていないため、用紙の材質、サイズ、書式も自治体によって区々である。
自治体によっては投票率アップにつながることを狙い、キャラクターをあしらうなど独自のデザインを凝らしたものも出てきている。
証明書の交付申請が少ない地域では、事前に投票所に用意されていないこともあり、その場合は現場で作成される。

## 投票済証明書をめぐる賛否
投票済証明書は政治団体により影響力を誇示し支持を働きかける目的で利用されてきたとされる。
労働組合では投票率アップのために組合役員に投票済証の持参を呼びかけている場合もある。
投票済証明書をめぐっては賛否両論がある。
- 肯定的意見
  - 各種店舗や商店街などでは投票済証明書を持参した客に対し割引サービスを行っているところもあり、投票率アップや地域活性化につながる[2]。
  - 投票のために会社を休んだ場合の証明に用いることができる[2]。
- 否定的意見
  - 公職選挙法に根拠規定がない[4]。
  - 投票は個人の自由意思によるべきで、企業や団体、政党などが個人の投票を確認するために使うことは個人の投票の自由を奪うおそれがある[2][4]。
  - 利益誘導や買収に利用されるおそれがある[2][4]。
  - 選挙啓発運動と営利活動は分けて考えるべきである[4]。

総務省の調査では2017年の第48回衆議院議員総選挙で全国1741自治体の半数を超える966自治体が投票済証明書を発行した。埼玉県・
神奈川県・岐阜県・愛知県・滋賀県・兵庫県の6県では全自治体が発行した一方で、長崎県ではどこの自治体も発行しなかった。
愛知県選挙管理委員会では労働組合による利用を懸念する意見が出されたことから、市町村選管への指示を消極的なものに改定している。
大阪市のように発行を中止する自治体もある。